# Eurocopter AS350 Ecureuil
Eurocopter AS350 Écureuil helikopter tillverkad av Airbus Helicopters (tidigare Eurocopter och Aérospatiale). Den har även tillverkats på licens av Helibras i Brasilien. Helikoptern är tänkt att ersätta de populära helikoptrarna Alouette II och Alouette III. 

## Utveckling
Trots att Aérospatiale Gazelle redan hade lanserats som en ersättare för Alouette-helikoptrarna så lanserade Aérospatiale 1974 även Écureuil som en Alouette-ersättare. Écureuil var dock mer inriktad på den civila marknaden och var betydligt modernare och ekonomisk med helt ny motor, växellåda och rotor. Helikoptern blev mycket populär och flera olika varianter har utvecklats, främst med olika motoralternativ, men även den tvåmotoriga AS 355 (Ecureuil 2) och EC 130 med stjärtrotor av fenestrontyp.

## Konstruktion
Jämfört med Alouette och Gazelle har Écureuil effektivare motorer, lättare växellåda (endast 9 kuggdrev jämfört med 22) och en modernare rotor. Rotorn är en så kallad Starflex där rotorbladen sitter fastklämda mellan en övre och en undre navhalva. Detta ger rotorbladen rörlighet i både höjdled och sidled utan mekaniska leder som kräver smörjning och underhåll. Stora delar av flygkroppen är också tillverkad av glasfiberarmerad plast i stället för aluminium. Landningsstället består av två skidor. Militära modeller har högre ställ för att tillåta extern vapenlast. Piloten och en passagerare sitter sida vid sida längst fram. Civila modeller har ytterligare fyra framåtvända säten i kabinen och vanliga gångjärnshängda dörrar. Militära modeller har i stället större skjutdörrar och en bänk i mitten med säten till vänster och höger. 

## Användning
Écureuil är en mycket populär helikopter. År 2012 var över 3 300 Écureuil-helikoptrar i tjänst runtom i världen, 783 av dem i USA. Runt 600 helikoptrar har tillverkats på licens av Helibras i Brasilien, varav ungefär hälften för export. Brasilien är också den största militära användaren av Écureuil.
Den 14 maj 2005 blev en AS350B den första helikopter att landa på Mount Everest och den 29 april 2010 räddades tre spanska alpinister från Annapurna, också det av en AS350B. Det var den dittills högsta höjd som en flygräddning genomförts på. Den 20 maj 2013 höjdes rekordet till 7 800 meter när Sudarshan Gautam räddades mellan Camp III och Camp IV på Mount Everest.

## Varianter
- AS 350A – En prototyp med en Lycoming LTS101-motor
- AS 350B – Första produktionsserien med en Turbomeca Arriel 1B-motor
- AS 350B1 – Förbättrad version med Turbomeca Arriel 1D-motor och rotor från AS 355.
- AS 350B2 – AS 350B med några aerodynamiska förbättringar, bland annat vinklat motorutblås.
- AS 350B3 – Höghöjdsversion med Turbomeca Arriel 2B-motor och digital motorkontroll. Även kallad Airbus H125.[1]
- AS 350C – Exportmodell för amerikanska marknaden med Lycoming LTS101-motor.
- AS 350D – Förbättrad variant av AS 350C.
- AS 350L1 – Militär version av AS 350B1
- HB 350B1 – Obeväpnad militärhelikopter tillverkad av Helibras. Går under det portugisiska namnet Esquilo i stället för Écureuil.
- HB 350L1 – Beväpnad militärhelikopter (AS 350L1) tillverkad av Helibras.
- AS 355 – Prototyp för den tvåmotoriga varianten Écureuil 2.
- AS 355E – Första produktionsmodellen med två Allison 250-C20F-motorer
- AS 355F – AS 355E med redundant hydrauliksystem.
- AS 355M – Militär version av AS 355F.
- AS 355N – Version med Turbomeca Arrius 1A-motorer.
- HB 355F – AS 355F tillverkad av Helibras.
- HB 355N – AS 355N tillverkad av Helibras.
- EC 130B – Variant med Fenestron-aggregat i stället för konventionell stjärtrotor och Turbomeca Arriel 2B-motor.
- EC 130T – Uppgraderad variant med Turbomecca Ariel 2D-motorer.